# Bâtiment du ministère de la Défense à Pontevedra
Le Bâtiment du ministère de la Défense à Pontevedra ou Bâtiment du "Gobierno Militar de Pontevedra" est un bâtiment de la fin du XIXe siècle situé dans la ville de Pontevedra (Espagne) et conçu par l'architecte Alejandro Sesmero.

## Situation
Le bâtiment est situé à l'extrémité sud-est du parc des Palmiers, au centre-ville de Pontevedra.

## Histoire
En 1879, le maire de Pontevedra, Alejandro Mon Landa, a proposé la création d'une maison-école pour regrouper les écoles primaires de la ville. En 1882, l'architecte Alejandro Sesmero présente le projet. Le budget étant jugé trop élevé, l'exécution du projet subit un retard important. Fin 1885, le maire, José López Pérez, reprend le projet et Sesmero le retouche pour réduire le budget. En septembre 1887, la construction de l'édifice sur l'ancien champ de foire de San José est approuvée.
Les travaux, confiés au constructeur José Cons Estévez, ont commencé en 1889 et se sont achevés en avril 1892. Le bâtiment a été inauguré comme école en août 1892. En septembre de la même année, l'année scolaire a commencé dans le bâtiment, qui a été appelé Groupe Scolaire Eduardo Vincenti (populairement connu sous le nom de Grupo Escolar Las Palmeras), pour toutes les écoles de la ville.
Le bâtiment a été utilisé provisoirement comme hôpital de campagne entre la démolition de l'hôpital de Saint Jean de Dieu sur la place Curros Enríquez et la construction de l'hôpital provincial de Pontevedra (1896-1897). À partir de 1898, le bâtiment a abrité la Brigade topographique du ministère de la Défense à Pontevedra jusqu'en 1909, date à laquelle il a été restitué à la mairie. Cependant, le conseil municipal de Pontevedra a finalement cédé le bâtiment à l'armée pour un usage militaire en 1913 en tant que siège du "Gobierno Militar" et du ministère de la Défense de la province de Pontevedra.
Le 19 juin 1995, l'ancien "Gobierno Militar" de Pontevedra a été transformé en Office de la Défense de la province de Pontevedra. Quelques années plus tard, par arrêté du 7 novembre 2003, l'office de la défense de Pontevedra est devenu, comme dans la plupart des capitales provinciales espagnoles, la "Subdelegación" de la défense de la province.

## Description
Le bâtiment a été initialement conçu par l'architecte Alejandro Sesmero avec une seule hauteur pour éviter que les enfants ne tombent dans les escaliers.
C'est un bâtiment rectangulaire, allongé, avec une prédominance de lignes horizontales. Il se compose d'un rez-de-chaussée et d'un premier étage et de trois sections sur la façade principale. Les fenêtres et les portes ont des encadrements plats qui se terminent par des arcs surbaissés. La section centrale de la façade est légèrement plus avancée et décorée que les sections latérales. L'entrée principale possède un balcon en pierre au premier étage soutenu par deux colonnes avec des chapiteaux toscans qui supportent un entablement simple.
La façade arrière est de conception similaire à la façade principale mais présente un corps central en saillie à la place du balcon et du portique d'entrée du bâtiment. Elle est entourée d'un espace arboré et de jardins destinés à l'usage privé du ministère de la Défense.